# José Vianna da Motta

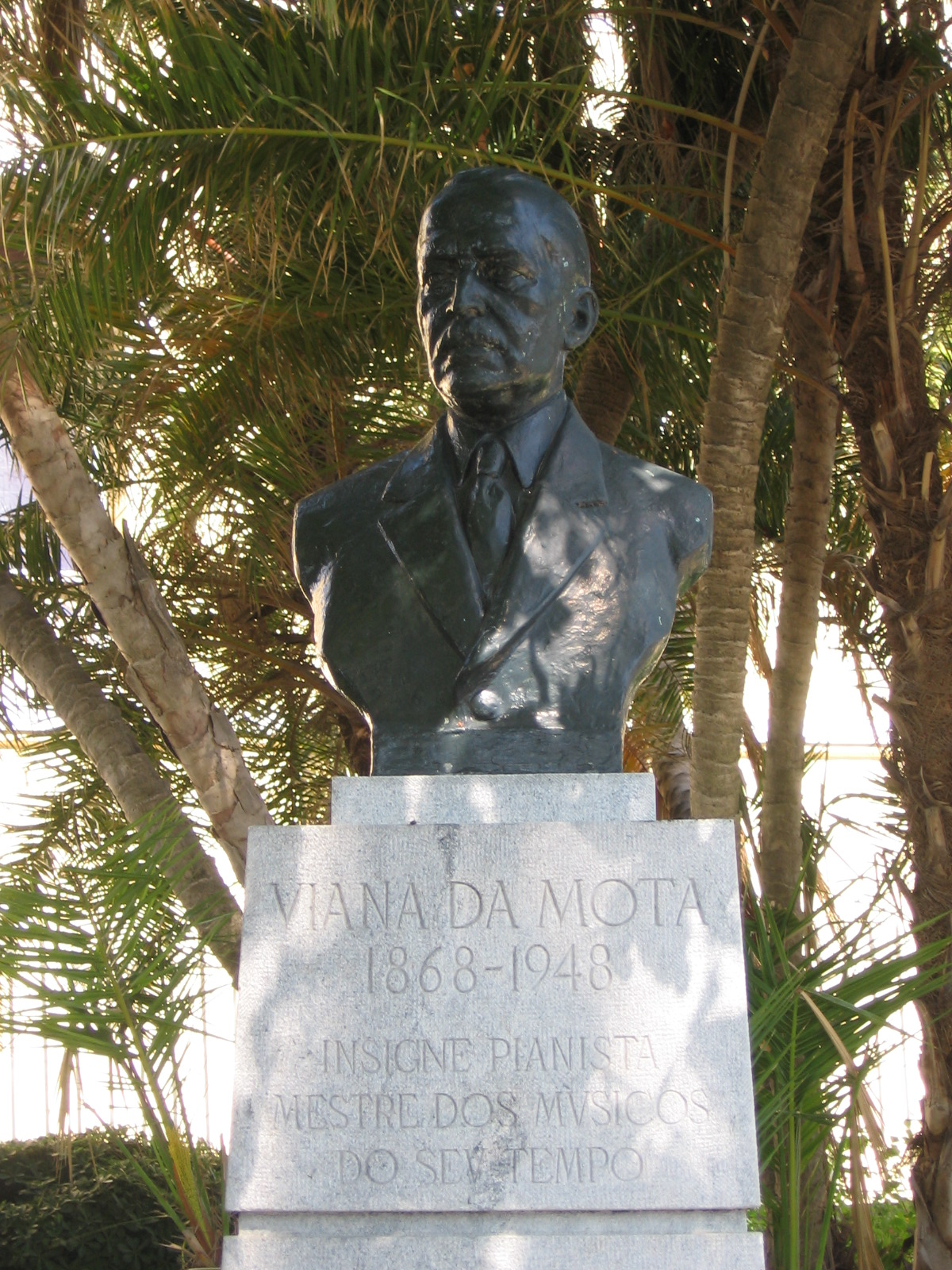
José Vianna da Motta, byst i Lissabon.

José Vianna da Motta, född 22 april 1868 på São Tomé, död 1 juni 1948, var en portugisisk pianist och musikpedagog.
Vianna da Motta var lärjunge till bröderna Xaver och Philipp Scharwenka i Berlin samt senare till Franz Liszt och Hans von Bülow. Han vann ett namn som pianovirtuos på vidsträckta konsertresor samt framträdde även som tonsättare och musikskriftställare. Han var en eftersökt pianolärare i Berlin.